# غاري مارتن
غاري مارتن (بالإنجليزية: Gary Martin)‏ (و. 1990  م) هو لاعب كرة قدم، من المملكة المتحدة، ولد في دارلينغتون، يلعب كمهاجم.

## روابط خارجية
- غاري مارتن على موقع قاعدة بيانات كرة القدم.إي يو (الإنجليزية)
- غاري مارتن على موقع Soccerbase.com (لاعب) (الإنجليزية)
- غاري مارتن على موقع Soccerway.com (الإنجليزية)